# Bélâbre
Bélâbre – miejscowość i gmina we Francji, w Regionie Centralnym, w departamencie Indre.
Według danych na rok 1990 gminę zamieszkiwały 1062 osoby, a gęstość zaludnienia wynosiła 26 osób/km² (wśród 1842 gmin Regionu Centralnego Bélâbre plasuje się na 368. miejscu pod względem liczby ludności, natomiast pod względem powierzchni na miejscu 162.).